# 犹太人苏斯 (福伊希特万格小说)
犹太人苏斯（Jud Süß）是德国犹太小说家利翁·福伊希特万格于1925年所作的基于约瑟夫·苏斯·奥本海默的人生改编的历史小说。

## 改编
英国作家阿什利·杜克斯和保罗·科恩菲尔德都曾将福伊希特万格的小说改编为戏剧。美国导演、演员奧森·威爾斯的舞台处子演出扮演的是符腾堡公爵卡尔·亚历山大，而劇本就是就是阿什利·杜克斯根據福伊希特万格的小说改變。1934年，德国导演洛塔尔·门德斯拍摄了改编自小说的同名电影，主演为康拉德·维德:42–44。
納粹德國时期，約瑟夫·戈培爾勒令导演法伊特·哈兰拍摄一部反犹主义电影，即《犹太人苏斯》改编版，作为对福伊希特万格的小说和洛塔尔·门德斯的电影所表现出的亲犹主义的回击。